# Amer Al-Fadhel
Amer Al-Fadhel (en árabe: عامر معتوق الفضل‎, Kuwait, Kuwait; 21 de abril de 1988) es un futbolista kuwaití que juega en la posición de centrocampista con el Qadsia SC de la Liga Premier de Kuwait.

## Carrera

### Club
| Periodo   | Club                      |
| --------- | ------------------------- |
| 2007-     | Qadsia SC                 |
| 2022      | → Al Tadhmon SC (cedido)  |
| 2022–2023 | → Al-Fahaheel FC (cedido) |

### Selección nacional
Jugó para Kuwait en 50 ocasiones de 2010 a 2019, participó en los Juegos Asiáticos de 2006 y en dos ediciones de la Copa Asiática.

## Logros
- Liga Premier de Kuwait (6): 2008–09, 2009–10, 2010–11, 2011–12, 2013–14, 2015–16
- Copa del Emir de Kuwait (4): 2009–10, 2011–12, 2012–13, 2014–15
- Copa de la Corona de Kuwait (4): 2009, 2012–13, 2013–14, 2017–18
- Supercopa de Kuwait (5): 2009, 2011, 2013, 2014, 2018, 2019
- Copa Federación de Kuwait (5): 2007–08, 2008–09, 2010–11, 2012–13, 2018–19
- Copa AFC (1):  2014